# Storicità di Gesù

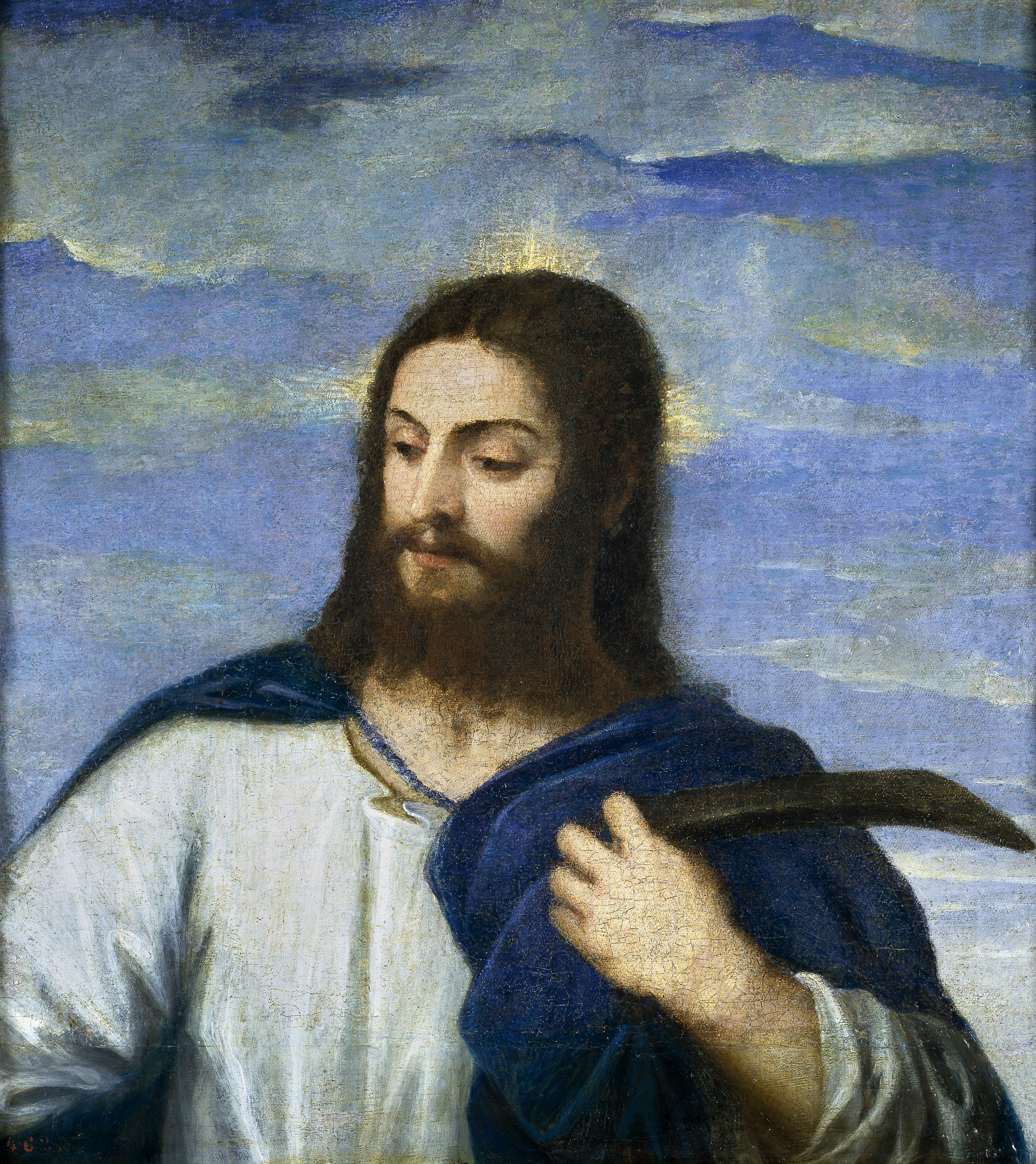
Cristo ritratto nel ruolo di giardiniere della vite del Signore in un dipinto di Tiziano del 1553 al Museo del Prado

La storicità di Gesù, ovvero l'esistenza di Gesù di Nazareth come personaggio storico, è la tesi storiografica condivisa dalla maggioranza degli studiosi. Essa si contrappone all'ipotesi del mito di Gesù, che nega la sua esistenza storica, tesi oggi sostenuta solo da una minoranza di accademici.
La storicità di Gesù è alla base della fede cristiana, nelle sue varie declinazioni, ma l'esistenza di Gesù di Nazareth non va confusa con la storicità dei racconti. Rimane aperto il dibattito sulla storicità di eventi soprannaturali legati alla sua vita, come i miracoli di Gesù.
Il problema teologico sulla reale esistenza di Gesù di Nazareth persiste tutt'oggi. Ancora oggi alcuni si basano su scritti di storici come Giuseppe Flavio il quale intorno alla metà del primo secolo dopo Cristo scrive di Gesù. Altri invece fondano la teoria che Gesù non sia veramente esistito sul fatto che non esistono prove scritte, e documenti storici (come il censimento) che dimostrano l'esistenza di Gesù.
L'indagine storica su Gesù ha assunto, col tempo, un carattere interdisciplinare e ha conosciuto un allargamento interconfessionale della ricerca, con contributi rilevanti anche da parte di studiosi laici. Gli studi moderni, che ora prendono in considerazione anche una varietà di testi cristiani apocrifi, sono inoltre spesso caratterizzati da una rivalutazione dei materiali tradizionali e quindi da una rinnovata fiducia nella possibilità di ricostruire resoconti della vita di Gesù con tratti plausibili dal punto di vista storico. In ambito europeo i contributi più significativi hanno riguardato l'analisi sulle prime comunità cristiane e sulle tracce lasciate in esse dalla predicazione di Gesù.
Sebbene esistano menzioni di Gesù da parte di storici non cristiani (Flavio Giuseppe nelle Antichità Giudaiche, Publio Cornelio Tacito negli Annales e Plinio Il Giovane nelle corrispondenze con Traiano), le fonti disponibili sulla sua opera sono state redatte soprattutto nella cerchia dei seguaci. Il dato non deve stupire perché la sua vita – efficacemente descritta dal biblista cattolico John Paul Meier come quella di un "ebreo marginale" – non è stata tale da attirare l'attenzione dello storico o del letterato del tempo, quanto piuttosto quella delle persone coinvolte nella sua esperienza religiosa. Nondimeno Gesù è, insieme a Giuseppe Flavio e Paolo di Tarso, la figura ebraica più trattata e citata del suo tempo.

## Gesù secondo le testimonianze
La principale fonte di informazioni sulla vita di Gesù è costituita dai testi scritti dai primi cristiani. È invece più limitato il numero di fonti storiche non cristiane contemporanee a Gesù che ne parlino in modo esplicito.
Gli scritti del Nuovo Testamento sono stati redatti, anche sulla base di precedenti fonti orali, in un arco di tempo compreso tra il 50 d.C. e la fine del I secolo/inizio del II.
Secondo lo storico ateo Bart Ehrman, si può affermare che:

### Testi di origine cristiana

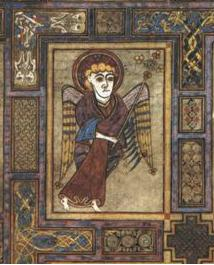
Nella tradizione cristiana gli evangelisti sono rappresentati anche con figure allegoriche; l'angelo è il simbolo di Matteo

Le fonti cristiane sulla vita di Gesù comprendono sia i testi canonici del Nuovo Testamento (i quattro vangeli e alcune delle lettere), sia i numerosi testi apocrifi. Alcune informazioni sono inoltre contenute anche nella letteratura subapostolica.
Tra questi testi, i Vangeli canonici costituiscono comunque un unicum, sia perché si pongono all'inizio della vicenda interpretativa su Gesù, sia perché "hanno almeno in parte raccolto la più antica tradizione di Gesù".

#### I Vangeli canonici
I Vangeli canonici sono la principale, ma non l'unica, fonte di notizie su Gesù. Essi raccontano nel dettaglio la vita pubblica di Gesù, cioè il periodo della sua predicazione; sul resto della sua vita forniscono scarse informazioni, contenute soprattutto nell'opera dell'evangelista Luca.
I vangeli sono stati probabilmente scritti negli anni tra il 70 (Marco) e il 100 circa (Giovanni), anche se sono state proposte datazioni diverse. Le più antiche copie pervenuteci dei vangeli risalgono al II secolo: è controversa l'attribuzione di manoscritti più antichi.
I cristiani affermano generalmente che i quattro vangeli canonici e gli altri scritti del Nuovo Testamento sono ispirati da Dio e raccontano fedelmente la vita e l'insegnamento di Gesù; e che anche i numerosi miracoli e in particolare la sua risurrezione, sono realmente avvenuti. Molti studiosi cristiani evidenziano comunque come i vangeli non costituiscano propriamente delle biografie, ma offrano piuttosto una rilettura teologica della vita di Gesù redatta dalla Chiesa del I secolo.
A riprova della natura teologica e non storica di tali racconti, San Giustino, uno dei Padri della Chiesa, nel tentativo di accreditare il Cristianesimo presso i Romani dimostra, nel suo testo Apologie, come la presunta soprannaturalità di Gesù sia dovuta ad un'attribuzione di categorie metafisiche già elaborate dal pensiero greco:
1. Quando noi diciamo che il Logos, che è il primogenito di Dio, Gesù Cristo il nostro Maestro, è stato generato senza connubio, e che è stato crocifisso ed è morto e, risorto, è salito al cielo, non portiamo alcuna novità rispetto a quelli che, presso di voi, sono chiamati figli di Zeus.
2. Voi sapete infatti di quanti figli di Zeus parlino gli scrittori onorati da voi: Ermete, il Logos interpretativo e maestro di ogni arte; Asclepio, che fu anche medico e, colpito dal fulmine, ascese al cielo; Dioniso, che fu dilaniato; Eracle, che si gettò nel fuoco per sfuggire alle fatiche; i Dioscuri, figli di Leda; e Perseo, figlio di Danae; e Bellerofonte, che di tra gli uomini ascese con il cavallo Pegaso.
3. Che bisogno c'è poi di parlare di Arianna, e di quanti, al pari di lei, si dice siano stati trasformati in astri? O dei vostri imperatori che, morti, sempre ritenete degni dell'immortalità, anzi producete persino qualcuno che giura di aver visto il Cesare cremato, elevarsi dalla pira verso il cielo!
4. Ma a chi già conosce questi fatti non è necessario dire quali azioni si raccontino di ciascuno dei cosiddetti figli di Zeus; [...]
XXII
1. Il Figlio di Dio, chiamato Gesù, se anche fosse solo uomo comune per sapienza, sarebbe degno di essere chiamato figlio di Dio. Infatti tutti gli scrittori chiamano Dio padre sia degli uomini sia degli dei.
2. Se poi, come abbiamo affermato sopra, noi affermiamo che Egli è stato generato da Dio come Logos di Dio stesso, in modo speciale e fuori dalla normale generazione, questa concezione è comune alla vostra, quando dite che Ermete è il Logos messaggero di Zeus.
3. Se poi qualcuno ci rimproverasse il fatto che Egli fu crocifisso anche questo è comune ai figli di Zeus annoverati prima, i quali, secondo voi, furono soggetti a sofferenze.
4. Anche di loro infatti si narrano patimenti di morte non eguali, ma diversi. Cosicché neppure nella particolarità della sofferenza Egli sembra essere inferiore; [...].
5. Se poi diciamo che è stato generato da una vergine, anche questo sia per voi un elemento comune con Perseo.
6. Quando affermiamo che Egli ha risanato zoppi e paralitici ed infelici dalla nascita, e che ha resuscitato dei morti, anche in queste affermazioni appariremo concordare con le azioni che la tradizione attribuisce ad Asclepio.»
(San Giustino, Apologie)
L'Islam pur riconoscendo il Vangelo di Gesù, ovvero l'Injil (in arabo إنجيل‎?), come testo ispirato, afferma per tradizione (non è scritto sul Corano) che il Vangelo cristiano è comunque stato modificato con i secoli e quindi non è più "puro".
Vi sono varie teorie sulla formazione dei vangeli. Una teoria vede i vangeli sinottici composti da raccolte di detti autentici di Gesù (la fonte Q) uniti a narrazioni di avvenimenti (tratto, quest'ultimo, che caratterizza il Vangelo secondo Marco). Altre teorie ritengono invece più storicamente attendibili le parole presenti in vangeli che siano stati redatti sulla base di documenti indipendenti, ad esempio il vangelo di Giovanni rispetto ai vangeli sinottici (Matteo, Marco, Luca), anche se il Vangelo secondo Giovanni è proprio quello che enfatizza maggiormente la divinità di Gesù.
È tuttora materia di discussione fra alcuni studiosi su quali, tra i detti e le azioni che i Vangeli attribuiscono a Gesù, possano effettivamente essere a lui attribuiti secondo criteri storici. Un simile tentativo di ricostruzione del Gesù storico, anche se controverso, è stato, ad esempio realizzato dagli studiosi del Jesus Seminar (anni 80 e 90 del XX secolo).
Una parte della critica rifiuta in blocco il valore storico dei Vangeli, affermando che essi sono documenti "di parte" e quindi non attendibili, anche per la presenza di quelle che tale critici ritengono delle contraddizioni.
Per buona parte degli studiosi moderni, (sulla scia della Formgeschichte, storia delle forme, avviata all'inizio del XX secolo), i Vangeli costituiscono un testo letterario stratificato per la cui comprensione è necessaria un'attenta analisi storica, filologica e morfologica per valutarne il significato e l'autenticità.

#### Le lettere di Paolo

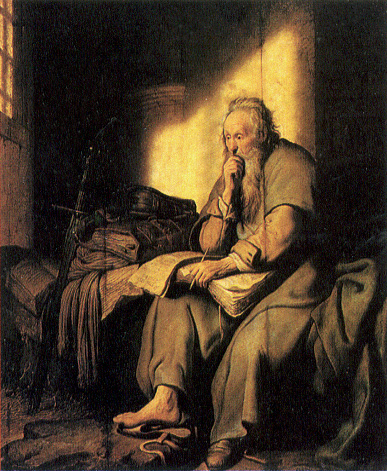
San Paolo in prigione, di Rembrandt, 1627

Le lettere di Paolo di Tarso, scritte probabilmente in un periodo che va dal 50-51, in cui scrisse la Prima lettera ai Tessalonicesi, al 65, costituiscono le fonti cristiane più antiche. Le lettere non si propongono di offrire un resoconto organico della vita di Gesù, che Paolo non conobbe direttamente, ma offrono comunque una serie di notizie incidentali, ricavate da Paolo anche tramite il contatto con alcuni degli apostoli come Pietro, Giovanni e Giacomo, testimoni di prima mano dei fatti riguardanti Gesù e la sua vita.
Non tutte le lettere di Paolo sono considerate autografe dagli studiosi del settore: c'è un consenso generale su sette di esse, mentre secondo diversi autori le altre sei andrebbero attribuite a discepoli posteriori. Dalle lettere considerate genuinamente paoline è possibile ricavare informazioni, ad esempio, sull'origine ebraica di Gesù, sulla costituzione di un gruppo di discepoli, sull'invio di missionari, sul fatto che fosse chiamato "Cristo/Messia", sul tradimento da parte di uno dei seguaci, sulla morte in croce, la sepoltura, e infine sui resoconti della risurrezione secondo la testimonianza dei discepoli.

#### Le lettere cattoliche
Le lettere attribuite a Pietro, Giacomo, Giovanni e Giuda incluse nel Nuovo Testamento presentano poche informazioni biografiche sulla vita e sull'operato di Gesù. Alcune di esse, e in particolare la Seconda lettera di Pietro e la Seconda e la Terza di Giovanni, furono peraltro accolte dalle prime comunità cristiane solo dopo alcune resistenze.
Ai fini della ricerca storica rivestono comunque interesse la Prima lettera di Pietro e la Prima lettera di Giovanni, che affermano chiaramente in vari versetti la reale esistenza di Gesù.

#### Testi non canonici
Esiste anche un'antica letteratura cristiana, la cui datazione non sempre è certa, che non è entrata nel canone del Nuovo Testamento - stabilito, attraverso passi successivi, dal canone marcionita del 140, dal canone muratoriano del 170, fino al concilio di Cartagine del 397 e, per la Chiesa cattolica, alla definitiva versione adottata nel 1563 con il concilio di Trento - ma che può essere analizzata per ricavare eventuali informazioni ulteriori sul modo in cui era considerato Gesù da alcune comunità cristiane e su eventuali altri suoi detti o atti.
Alcuni di questi scritti sono i cosiddetti vangeli apocrifi, redatti principalmente ad uso delle comunità cristiane primitive; fra questi alcuni sono stati composti nell'ambito di comunità ebionite, docetiste, monarchiane e gnostiche, e danno una visione di Gesù divergente da quella accettata dalle chiese cristiane.

##### Vangelo di Tommaso
Il Vangelo di Tommaso è un "vangelo di detti", presentando infatti un elenco di 114 logia, frasi e detti attribuiti a Gesù. La datazione è incerta, sia per il fatto che si tratta di un mero elenco senza continuità narrativa, che potrebbe quindi essersi nel tempo accresciuto o modificato nell'ordine dei detti, sia per la carenza di riferimenti al testo e copie di questo (i frammenti più antichi ritrovati risalgono a circa il 200 d.C.). Le varie datazioni proposte dagli studiosi per la stesura finale del Vangelo vanno dal 60 al 140 d.C.. Le due tesi principali propongono una stesura contemporanea ai sinottici negli ultimi decenni del I secolo, oppure (e questa è la tesi oggi maggioritaria) una stesura nei primi decenni del II secolo, ma con un nucleo originario (derivante dalla tradizione orale e/o dai primi scritti cristiani) più antico.

##### Altri testi gnostici
Alcuni testi gnostici contengono resoconti di episodi della vita di Gesù che possono essere utilizzabili per ricerche storiografiche.
I testi gnostici tendono comunque ad essere molto allegorici quindi la ricerca si concentra soprattutto in quelli più antichi, che danno più l'impressione di essere basati su eventi reali.
L'opinione degli gnostici su Gesù varia dal mito al docetismo, gli si attribuiscono insegnamenti gnostici e si interpreta la sua resurrezione come un'allegoria dell'"illuminazione" a cui tutti possono prendere parte.

### Testi non cristiani
Le fonti non cristiane che si sono occupate di Gesù o del Cristianesimo comprendono testi di origine ebraica, romana e greca, oltre al Corano, libro sacro dell'Islam. Dalle notizie di Tacito sulle persecuzioni neroniane, si apprende che il Cristianesimo era già diffuso a Roma negli anni 60. Sempre secondo Tacito, i cristiani erano sufficientemente noti in città da essere accusati ingiustamente dell'incendio di Roma del 64 e condannati ad atroci supplizi nel circo. Dopo questi avvenimenti, negli anni 70, sono imperatori Vespasiano e suo figlio Tito, due generali che avevano combattuto in Giudea e conoscevano perfettamente la situazione religiosa e sociale della Palestina dei tempi di Gesù. Non risulta da nessuna fonte antica che il Cristianesimo, a loro necessariamente noto per i fatti accaduti sotto il principato di Nerone, fosse considerato da questi due imperatori una fede priva di collegamento con fatti storici reali. Lo stesso Tacito, d'altra parte, nonostante consideri il Cristianesimo come una 'moda' negativa, cita Ponzio Pilato e la condanna a morte di Cristo. Lo storico Ed Parish Sanders rileva comunque come le fonti su Gesù siano più attendibili di quelle disponibili, ad esempio, su Alessandro Magno, le cui biografie originali sono andate perdute e ci sono note solo per l'uso che ne fecero autori di epoche successive. In conclusione, secondo Sanders: "Su Gesù sappiamo parecchio, molto più che su Giovanni Battista, Teuda, Giuda il Galileo, o qualche altro personaggio della stessa regione a lui più o meno coevo".
Non sono stati trovati documenti d'archivio o archeologici che si riferiscano direttamente a Gesù. L'assenza di menzione da parte di attenti scrittori come Filone di Alessandria, Seneca e Plutarco getta forti dubbi sulla sua reale importanza per i contemporanei: la crocifissione di uno dei tanti criminali accusati di aver sobillato il popolo contro Cesare non era certo un avvenimento particolarmente degno di nota. Inoltre Gesù non scrisse trattati, non ebbe cariche politiche, non predicò in grandi centri urbani (al di fuori di Gerusalemme): era insomma, secondo la definizione di Meier, un "ebreo marginale" per i suoi contemporanei.

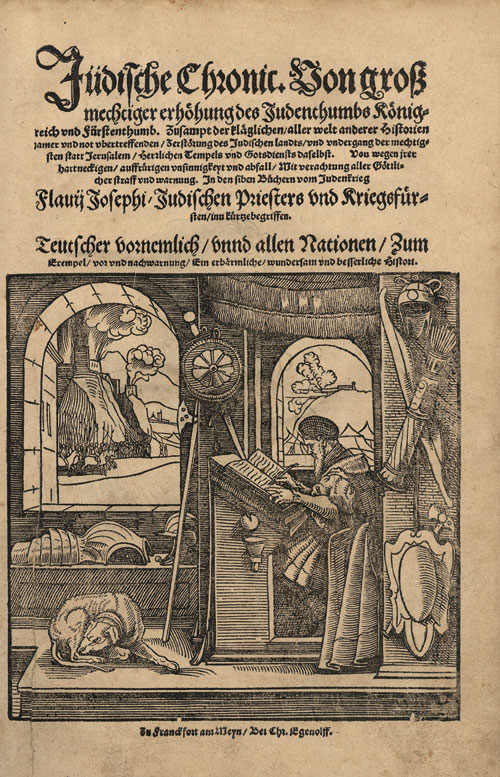
Edizione del 1552 delle Antichità giudaiche di Giuseppe Flavio

Anche un noto testimone delle vicende palestinesi del periodo 65-70 d.C., come Plinio il Vecchio, ignora totalmente l'esistenza di Gesù, e tra i quattro soli storici non cristiani (Plinio il Giovane, Giuseppe Flavio, Svetonio e Tacito) che contengono passaggi riferiti ai cristiani, alcuni proprio a Gesù, solo Plinio sembra non essere stato interpolato successivamente. Plinio il Giovane, in una lettera all'imperatore Traiano databile tra il 111 e il 112 dc, considera i cristiani come sacrileghi, per il loro rifiuto di prestare culto alle divinità romane, ma ne riconosce l'integrità morale per quanto riguarda il rispetto delle leggi (a far luce sulla politica imperiale dell'epoca nei confronti dei cristiani, di Adriano e del suo predecessore Traiano, è tramandato un importante documento giuridico, il rescritto di Adriano a Gaio Minucio Fundano).
Svetonio, a proposito di scontri di piazza avutisi a Roma all'inizio degli anni 50, afferma che:
(Svetonio, Vita Claudii, 23.4)
L'identificazione con Gesù di Nazareth è però molto improbabile, anche tenendo conto del fatto che le parole greche Chrestòs - "buono, eccellente" - e Christòs - "unto, Messia" - sono simili tra loro.
Tacito, negli Annales, riporta notizie più precise, da una fonte che non ci è nota: 
(Tacito, Annali, XV, 44)
Anche per la citazione in Tacito, tuttavia, permangono alcuni dubbi filologici. John Wilson Ross ha sostenuto addirittura che gli interi Annales fossero una falsificazione rinascimentale ad opera di Poggio Bracciolini e suscita perplessità il fatto che il brano di Tacito non sia conosciuto né citato fino al XV secolo, se non da Sulpicio Severo, un apologeta cristiano discepolo di San Martino di Tours, vissuto tra IV e V secolo, studioso di Tacito e Svetonio. Inoltre nessuno degli altri storici romani che narra l'episodio dell'incendio di Roma sotto il regno di Nerone (Svetonio, Plinio il Vecchio e Cassio Dione) fa alcun riferimento ai cristiani, rendendo probabile una successiva interpolazione da parte di un copista medievale (il codice più antico rimasto in nostro possesso è il Manoscritto 68.2, Biblioteca Medicea Laurenziana di Firenze, comunque medievale) o dello stesso Sulpicio Severo. Infine nelle Historiae, lo stesso Tacito, pur dedicando un capitolo agli Ebrei, non fa nessun riferimento ai cristiani.
Gli scritti di Giuseppe Flavio contengono informazioni più interessanti, specialmente il Testimonium flavianum, breve passo contenuto in Antichità giudaiche, sebbene vi sia il fortissimo sospetto che possa essere stato oggetto di interpolazioni da parte di copisti cristiani se non addirittura da Eusebio di Cesarea, consigliere e biografo di Costantino, nel IV secolo. Curiosamente, anche l'iscrizione di Pilato, unico reperto archeologico attestante l'esistenza di un personaggio con quel nome nell'area, viene da Cesarea, città in cui Eusebio era vescovo ai tempi di Costantino.
La Storia Universale di Agapio di Ierapoli, un vescovo e storico di lingua araba vissuto nel X secolo, contiene questa citazione del Testimonium:
(Traduzione di Shlomo Pines, citata da J.D. Crossan.)
Un'obiezione al Testimonium Flavianum risiederebbe nel fatto che il Patriarca di Costantinopoli Fozio (820-893 d.C.), vissuto al tempo di Agapio di Ierapoli, nella sua analisi sull'opera di Giuseppe Flavio Antichità Giudaiche non fa nessuna menzione di Gesù e dei suoi miracoli.
I primi scrittori cristiani non fanno però mai riferimento a questi testi, i cui riferimenti a Gesù sono stati scoperti successivamente (ad esempio Sulpicio Severo fu il primo a citare Tacito in merito).
Alcune delle testimonianze di non cristiani sono molto ostili nei confronti dei cristiani stessi. Questo emerge chiaramente dal testo del pensatore cristiano Origene che, nella sua opera Contra Celsum, discute le tesi del filosofo pagano Celso. L'opera di Origene è l'unica fonte dello scritto di Celso "Discorso vero", a cui l'autore fa riferimento per confutarlo. Il colto pagano Celso afferma che, se è esistito un Cristo storico, si tratterebbe soltanto di un mistificatore..
Un'altra testimonianza non cristiana e decisamente ostile ai cristiani è contenuta nel Talmud Babilonese. Il Talmud Babilonese è considerato un testo sacro dell'Ebraismo. Esso raccoglie in forma scritta la Torah (la Legge) orale, trasmessa a partire da Mosè in forma non scritta dalle varie scuole rabbiniche fino alla caduta di Gerusalemme nella guerra giudaica del 66-74 d.C. Con la distruzione del secondo tempio nel 70 d.C., la fine della successiva guerra di Bar Kokhba contro i Romani (135 d.C.) e l'inizio della diaspora degli ebrei, gli antichi insegnamenti che si tramandavano solo oralmente a commento o integrazione della Torah scritta (i primi cinque libri della Bibbia) furono messi per iscritto per timore che andassero perduti dalle generazioni successive. Il Talmud Babilonese è costituito da una raccolta di discussioni avvenute tra i sapienti (hakhamim) e i maestri (rabbi) riguardanti le applicazioni e i problemi pratici della Torah scritta. Orbene, in un passo di un trattato appartenente al Talmud Babilonese, il Sanhedrin, si accenna ad un personaggio chiamato Gesù. Sanhedrin è il termine che corrisponde al Sinedrio, la più alta istituzione in materia legale che ci fosse presso gli ebrei nel I secolo d.C. Così recita il Talmud:
(Soncino Babylonian Talmud, editor I. Epstein, Tractate Sanhedrin, folio 43a, London, Soncino Press, 1935-1948)
L'edizione del Talmud babilonese citata è curata dal rabbino Isidore Epstein che osserva, tra l'altro, che questo riferimento a Gesù veniva omesso nelle edizioni censurate del Sanhedrin, a conferma del fatto che anche molti interpreti del passato hanno inteso che esso alludesse a Gesù Cristo. Inoltre, sempre dai commenti del rabbi I. Epstein, apprendiamo che un manoscritto (denominato come "M") riporta "Gesù Nazareno" invece che solo "Gesù", mentre un altro manoscritto ancora, invece della frase "egli fu appeso alla vigilia della Pasqua" nella parte conclusiva della citazione di cui sopra, legge: "egli fu appeso alla vigilia del sabato della Pasqua", concordando con il Vangelo di Giovanni.
Infine varie informazioni su Gesù sono contenute nel Corano, il libro sacro dell'Islam. Gesù è citato in 15 sure su 114 per un totale di 93 versetti ed è considerato dal Corano come autore di molti miracoli e il più santo dei profeti prima di Maometto. Gesù Cristo ha poi un ruolo decisivo nella cristologia islamica: deve tornare alla fine dei tempi quando sconfiggerà l'Anticristo.

## Gli Esseni e il Cristianesimo
Gli Esseni furono un gruppo ebraico di incerta origine, forse databile dalla metà del II secolo a.C., organizzati in comunità isolate di tipo monastico e cenobitico. All'inizio del I secolo erano oltre 4000 e vivevano dispersi in tutto il paese; la più celebre comunità essena, quella di Qumran, contava circa 150 individui. Questo sito andò incontro ad una fine violenta nel 68 d.C. ad opera dei romani; alcuni scampati, sembra, si unirono agli Zeloti di Masada e ne condivisero la sorte.
Esistono numerosi paralleli tra i riti e la dottrina degli esseni e il cristianesimo; una certa parte degli storici propende per la tesi secondo cui lo stesso Gesù sarebbe stato un esseno e le credenze cristiane deriverebbero direttamente dall'essenismo. Se ciò fosse verificato si avrebbe una prova dell'esistenza di Gesù anche se in termini differenti.
In particolare vi sono indizi di ordine
- filologico: che interessano esclusivamente le analogie tra letteratura qumraniana e Nuovo Testamento (mentre il confronto con gli scritti apocrifi e gnostici è un campo ancora inesplorato).
- storico: riguardanti le analoghe consuetudini (rituali e non) di entrambi i movimenti, oltre ad alcune recenti ipotesi, condivise da molti studiosi, come ad esempio la conversione in massa di esseni al cristianesimo[41].
- archeologico: in particolare il resoconto di Riesner riguardo al fatto che il primo luogo di riunione della prima comunità cristiana a Gerusalemme, nonché il luogo ove si svolse l'ultima cena, fosse ubicato nelle immediate vicinanze del quartiere degli esseni a Gerusalemme; il che rende plausibile l'ipotesi di contatti diretti e frequenti tra esseni e cristiani[42].

Tuttavia la validità di questa tesi è poco probabile, sia perché gli esseni vivevano isolati dal resto della popolazione giudaica, sia perché essi non vengono mai menzionati né nei Vangeli, né in nessuna opera del Nuovo Testamento; inoltre nessuna delle fonti non cristiane su Gesù riconosce un qualche rapporto tra i cristiani e gli esseni.

## Reperti archeologici
Il più antico reperto archeologico che potrebbe essere correlato a Gesù è la cosiddetta Iscrizione di Nazareth. Esistono inoltre prove archeologiche dell'esistenza di Ponzio Pilato e di altri personaggi citati nei vangeli (Caifa, Simone di Cirene). Scavi condotti negli ultimi due secoli inoltre confermano l'attendibilità delle descrizioni fornite dai vangeli in relazioni a luoghi quali la Piscina di Siloe e la Piscina di Betzaeta, così come la pratica della crocifissione a Gerusalemme nel I secolo d.C.
Si hanno inoltre evidenze archeologiche degli antichi villaggi di Nazaret e Cafarnao, e attestazioni della presenza di cristiani nei primi secoli.

## La ricerca storica moderna
Sebbene la vita di Gesù sia stata oggetto di studio e analisi sin dall'antichità (tra gli altri, Origene di Alessandria ed Eusebio di Cesarea), è solo con la fine del XVIII secolo che è possibile parlare di ricerca storica moderna su Gesù. È del 1774-1778, infatti, la pubblicazione dell'opera di Samuel Reimarus che, sulla scia di quanto scritto da Albert Schweitzer, viene tradizionalmente considerato il pioniere di questa nuova stagione di ricerca.
I primi studi sono stati caratterizzati da una grande fiducia nella possibilità di ricostruire, con metodologie moderne, biografie dettagliate della vita di Gesù (tra gli altri, Ernest Renan). I risultati conseguiti sono però frammentari, e spesso riflettono la personalità degli studiosi. Con l'inizio del Novecento e, in particolare, con l'opera di Rudolf Bultmann questa fiducia entra quindi in crisi: secondo il teologo tedesco, gli scritti neotestamentari rifletterebbero infatti la fede dei primi cristiani e consentirebbero quindi l'accesso a un Cristo della fede, rendendo quasi inaccessibile il Gesù della storia. Negli anni tra le due guerre c'è quindi un blocco nella ricerca storica su Gesù. Questa riprende negli anni Cinquanta e conosce una notevole evoluzione, anche in relazione all'allargamento interconfessionale della ricerca, che diventa sempre meno legata a interessi teologici.
Oggi c'è una rinnovata fiducia nella possibilità di ricostruire storicamente gli elementi centrali ed essenziali della vita e del messaggio di Gesù, che viene spesso - ad esempio - tratteggiato come maestro carismatico e taumaturgo. La figura gesuana pone comunque anche adesso particolare sfide agli storici, anche in relazione ai limiti della ricerca (per Chester G. Starr, ad esempio, "La questione della resurrezione nel terzo giorno 
non riguarda il giudizio storico").
Per valutare la storicità di fatti e detti attribuiti a Gesù gli studiosi moderni hanno messo a punto e testato diversi metodi, talvolta usati in modo combinato e comunque ancora oggetto di revisioni e discussioni. Tra questi è possibile ricordare, a titolo di esempio, il metodo della discontinuità, secondo il quale l'attendibilità di alcune vicende sarebbe tanto più alta tanto più queste sono disomogenee rispetto al giudaismo antico e al cristianesimo primitivo, quello della datazione (preferenza per le fonti più antiche), quello della molteplice attestazione (affidabilità delle informazioni provenienti da più fonti indipendenti tra loro), quello dell'imbarazzo (storicità di eventi che causavano imbarazzo ai primi cristiani). Un esempio di applicazione di simili criteri è offerto dal recente Jesus Seminar che, se pure con risultati controversi, ha cercato di conciliare rigore della ricerca e intento divulgativo, proponendo una lista di detti e fatti "storici" attribuibili a Gesù.
Se oggi la storicità di un certo numero di fatti (l'origine galilea, il battesimo a opera di Giovanni Battista, l'attività di predicazione, la costituzione di un gruppo di discepoli, la presenza di una controversia sul tempio, la crocifissione) costituisce un nucleo condiviso tra gli studiosi, rimane invece molto incerta e difficile - ma storicamente stimolante - l'analisi delle altre vicende tramandateci dalle fonti.
In generale, sul tema dell'analisi storica dell'esperienza gesuana oggi, secondo alcuni osservatori, si registra però un notevole scollamento tra l'opinione pubblica (polarizzata su posizioni confessionali o, al contrario, sensazionalistiche) rispetto ai risultati - più modesti, ma metodologicamente fondati - conseguiti negli ambienti di ricerca.